# Lucas Martínez Lara
Lucas Martínez Lara (Villa de la Paz, San Luis Potosí, 13 de març de 1943-San Luis Potosí, 9 d'abril de 2016) va ser el segon bisbe de la diòcesi de Matehuala. Va ser ordenat sacerdot el 27 d'octubre de 1968 servint des de llavors en l'Arxidiòcesis de San Luis Potosí fins que el 5 d'octubre de 2006 el papa Benedicte XVI el va nomenar bisbe de Matehuala sent ordenat el 14 de desembre del mateix any pel llavors arquebisbe de San Luis Potosí Mons, Luis Morales Reyes. Va morir en un hospital privat de la capital potosina després de sofrir complicacions derivades de la diabetis, una trombosi que va patir anteriorment i finalment va sofrir una insuficiència respiratòria.